# КМ-7,62
КМ-7,62 — украинский модернизированный вариант советского пулемёта ПКМ, разработанный киевским заводом «Маяк».

## История
После провозглашения независимости Украины на территории страны остались значительные запасы советского стрелкового оружия (в том числе, пулемётов Калашникова различных модификаций) и запасных частей к ним, количество которых в связи с сокращением численности вооружённых сил представлялось избыточным. Начался экспорт излишнего вооружения.
23 ноября 2005 года правительство Украины подписало соглашение с Агентством НАТО по материально-техническому обеспечению и снабжению (NAMSA), в соответствии с которым приняло на себя обязательства начать уничтожение избыточных запасов вооружения и боеприпасов в обмен на предоставление материально-финансовой помощи. В соответствии с этим соглашением, 26 мая 2010 года Кабинет министров Украины утвердил решение о утилизации 214 334 шт. стрелкового оружия, которое должно было быть уничтожено (в том числе, одного ПКБ и 132 пулемётов ПКМБ).
21 сентября 2011 года на проходившей в Киеве выставке вооружения «Зброя і безпека-2011» завод «Маяк» представил демонстрационный образец пулемёта КМ-7,62.
Помимо экспорта, некоторое количество пулемётов выходило из строя по техническому состоянию в ходе эксплуатации в войсках (в результате поломок, механических повреждений и т.д.). После проведения ревизии запасов вооружения, 29 февраля 2012 года Кабинет министров Украины утвердил решение о утилизации в соответствии с соглашением NAMSA ещё 366 000 единиц стрелкового оружия, в том числе 5270 комплектных и некомплектных пулемётов Калашникова различных модификаций (пехотных ПК и ПКМ, бронетранспортерных ПКБ и ПКМБ, танковых ПКТ).
После начала боевых действий на востоке Украины весной 2014 года было принято решение о увеличении численности вооружённых сил Украины и потребности украинской армии в стрелковом оружии увеличились. При этом, в боевых действиях было утрачено дополнительное количество пулемётов, принадлежавших вооруженным силам и другим силовым структурам.
12 сентября 2014 председатель партии ВО «Свобода» О. В. Тягнибок сообщил в сети Facebook, что активисты его партии собрали на помощь украинской армии 37 млн гривен, и часть собранных денег (192 тыс. гривен) будут выделены на приобретение четырёх пулемётов КМ-7,62 мм.
По официальным данным министерства обороны Украины, опубликованным в справочном издании «Белая книга Украины», в период до 2015 года пулемётов КМ-7,62 в войска не поступало, в 2015 году в сухопутные войска поступили первые 140 пулемётов КМ-7,62.
В начале мая 2016 года стало известно, что производство стрелкового оружия на заводе «Маяк» столкнулось с проблемой в виде отсутствия у Украины производства стволов к стрелковому оружию (ранее выпущенные заводом образцы комплектовались стволами, полученными на складах министерства обороны Украины).
17 мая 2016 года министерство обороны Украины сообщило, что единый пехотный пулемёт КМ-7,62 официально принят на вооружение в двух вариантах исполнения.
1 июня 2017 года киевская компания ООО НПК «Техимпекс» подала заявку на получение патента на конструкцию «пехотного пулемёта КТ-7,62». В описании патента сообщалось, что ствол пехотного пулемёта КМ-7,62 производства завода «Маяк» (изготовленный из стали 30ХРГМФА) обеспечивает не более 15 000 выстрелов. В результате был предложен «улучшенный конструктивный аналог пехотного пулемёта КМ-7,62», ствол которого предложено изготавливать по технологии Tenifer QPQ. 25 июля 2017 года патент на «пехотный пулемёт КТ-7,62» был официально зарегистрирован. Сообщается, что новый ствол из хром-никель-молибденовой стали 34CrNiMo6 массой 2,2 кг имеет улучшенные эксплуатационные характеристики, ресурс до 30 000 выстрелов и возможность ведения огня очередями до 500 выстрелов.
21 июля 2021 года главный конструктор завода «Маяк» Александр Гордеев сообщил в интервью, что предприятие начало выпуск пулемётов КТ-7,62 с новым антикоррозионным покрытием (первые выпущенные пулемёты нового образца планируется передать в подразделения морской пехоты ВМФ Украины).

## Описание
Представленный в 2011 году образец КМ-7,62 представлял собой модернизированный вариант пулемёта ПКМ, с установленной на ствольной коробке прицельной планкой Вивера и изменённой спусковой скобой, к которому вместо стандартного металлического короба для переноски патронной ленты был разработан облегчённый короб из синтетической ткани.
Завод точной механики в г. Каменец-Подольский освоил производство металлических патронных коробок КП-7,62-100 (аналог 56-ЖЛ-324) и КП-7,62-250 (аналог 56-ЖЛ-420) для патронной ленты пулемёта ПК, а также 250-патронной составной патронной ленты С-7,62 (аналог 6Л7) и цельной металлической ленты С-7,62-1 (аналог ЛЕ-2Т-250).
В декабре 2014 года завод «Маяк» представил станок для пулемёта КМ-7,62, производство которого было освоено предприятием. Масса станка составляет 4,5 кг и он является аналогом советского станка 6Т5 конструкции Л. В. Степанова к пулемёту Калашникова.
По сообщению завода-производителя, принятый на вооружение вариант КМ-7,62 имеет ствол без оребрения, изменённую конструкцию пламегасителя, изменённые затыльник приклада и спусковую скобу, более удобную рукоять перезаряжания, повышенную жёсткость крышки ствольной коробки (получившую продольные ребра жёсткости).
6 декабря 2016 года начальник вооружения ВСУ генерал-майор Н. Н. Шевцов сообщил в интервью, что по результатам эксплуатации поставленных в войска пулемётов в технологию производства КМ-7,62 были внесены изменения.

## Варианты и модификации
- КМ-7,62 — единый пехотный пулемёт[16]
- КМ-7,62Т — единый пехотный пулемёт со стволом от пулемёта ПКТ[16]
- КТ-7,62 — танковый пулемёт, аналог ПКТ[22].
- КТ-7,62 — единый пехотный пулемёт, предложенный ООО НПК «Техимпекс» в 2017 году (КМ-7,62 со стволом, изготовленным по технологии Tenifer QPQ)[17]

## Страны-эксплуатанты
- Украина[1]
- Южный Судан — в апреле 2014 года зарегистрированная на Сейшельских островах компания «Engineering Master Group Ltd» закупила через «Укрспецэкспорт» 830 шт. «пулемётов типа ПКМ» для правительственных сил Южного Судана, в январе 2016 года один из этих пулемётов (КМ-7,62 с серийным номером КИ-1232-12) был изъят в Фашоде[23]

Кроме того, в октябре 2016 года компания «Укрспецэкспорт» продала 46 шт. «пулемётов КМ-7,62, оснащённых патронным коробом на 100 патронов и ремнём» турецкой компании «Ithalat Ihracat Mum.de Danismatik Ticaret Ltd.» (в отчёте в Регистр обычных вооружений ООН указанных как PKM-KM-7.62), в июне 2017 года информация о поставке была подтверждена в отчёте государственной службы экспортного контроля Украины (хотя и без указания модели оружия). Однако испытания КУМ (аббревиатура расшифровывается как «кулемет український модернiзований») показали, что оружие ненадлежащего качества, в связи с чем турки расторгли контракт.